# Arthur Stanhope
Arthur Stanhope (1627 – 26 mars 1694) est un homme politique anglais, qui est député à la Chambre des communes entre 1660 et 1679.

## Biographie
Il est né à Shelford, Mansfield Woodhouse, Nottinghamshire, fils de Philip Stanhope et son épouse, Catherine Hastings, fille de François Hastings, Lord Hastings, et est baptisé le 10 avril 1627. Il est entré à Gray's Inn en 1642. Trois de ses frères, plus âgés, sont tués pendant la première révolution anglaise dans le camp royaliste, mais il a tendance à soutenir le parti parlementaire. Il vit à Shelford Manoir qui est gravement endommagé en 1660, lorsque l'armée du Commonwealth attaque Nottingham.
En 1660, avec son oncle et ami le colonel John Hutchinson, il est élu membre du Parlement pour Nottingham dans le Parlement de la Convention. Il est réélu député de Nottingham en 1661 pour le Parlement cavalier.
Stanhope est décédé à l'âge de 66 ans et est enterré à Shelford.

## Famille
Stanhope épouse Anne Salusbury, fille de Sir Henry Salusbury, 1er baronnet, le premier des baronnets Salusbury de Lleweni (1619) avec qui il a quatre enfants :
- Philip Stanhope né en 1653, mort en 1670 ;
- Henry Stanhope né en 1654, mort 1665 ;
- Charles Stanhope né en 1655, mort en 1712, l'ancêtre de Philip Stanhope et des comtes de Chesterfield ;
- Catherine Stanhope née en 1657, morte en 1705.